# Väktare på Sions murar
Väktare på Sions murar är en psalm med text skriven av Johan Olof Wallin.

## Publicerad i
- 1819 års psalmbok som nr 319 under rubriken "Med avseende på särskilda personer, tider och omständigheter: Lärare och åhörare: Vid en biskops inställande i ämbetet".[1]